# Stephenson 2
Stephenson 2 còn được gọi là RSGC2 là cụm sao mở khổng lồ trẻ thuộc Ngân Hà. Nó được phát hiện vào năm 1990 trong dữ liệu thu được từ một cuộc khảo sát hồng ngoại sâu. Cụm nằm trong chòm sao Thuẫn Bài ở khoảng cách khoảng 6 kpc từ mặt trời. Nó có khả năng nằm ở giao lộ của đầu phía bắc Thanh dài của Ngân Hà và phần bên trong của nhánh Thuẫn Bài - Bán Nhân Mã - một trong hai nhánh xoắn ốc chính.
26 siêu sao đỏ đã được xác nhận là thành viên của cụm, nhiều hơn bất kỳ cụm nào được biết đến. Một nghiên cứu gần đây đã xác định được khoảng 80 siêu sao đỏ trong tầm nhìn của Stephenson 2, khoảng 40 trong số chúng có vận tốc hướng tâm phù hợp với việc là thành viên của cụm. Tuy nhiên, những ngôi sao này trải rộng trên một khu vực rộng hơn so với cụm sao điển hình, biểu thị một liên kết sao mở rộng tương tự như tìm thấy xung quanh cụm RSGC3 gần đó.
Tuổi của Stephenson 2 ước tính là 14-20 triệu năm. Các siêu sao đỏ quan sát được với khối lượng gấp khoảng 12-16 lần khối lượng mặt trời là tổ tiên siêu tân tinh loại II. Các cụm bị che khuất rất nhiều và đã không được phát hiện trong ánh sáng có thể nhìn thấy. Nó nằm gần các nhóm siêu khổng lồ đỏ khác được gọi là RSGC1, RSGC3 và Alicante 8. Khối lượng của cụm mở được ước tính là 30-50 nghìn khối lượng mặt trời, làm cho nó trở thành cụm mở lớn thứ hai trong Ngân Hà.